# Allarete spatuliformis
Allarete spatuliformis är en tvåvingeart som beskrevs av Grover 1979. Allarete spatuliformis ingår i släktet Allarete och familjen gallmyggor. Inga underarter finns listade i Catalogue of Life.